# Abando (barri)

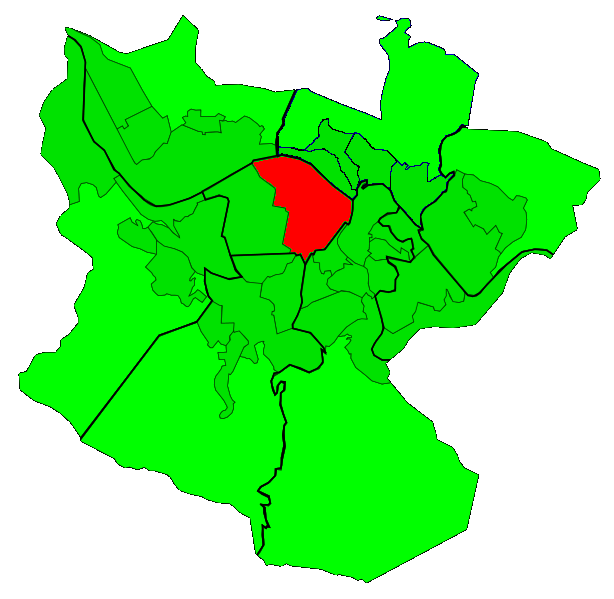
Ubicació del barri d'Abando

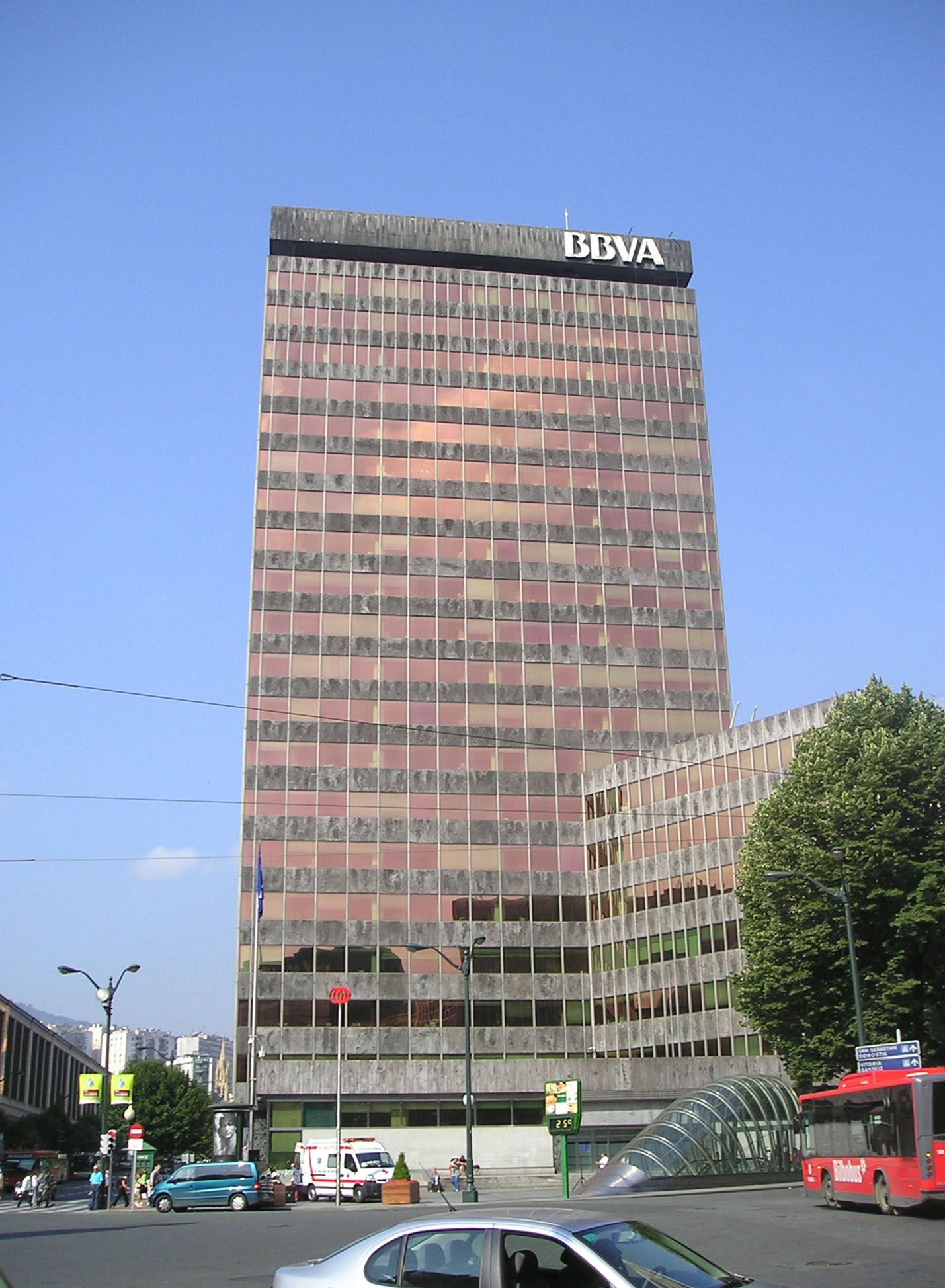
Façana principal de la torre BBVA.

Abando és un barri del districte bilbaí d'Abando. Té una superfície d'11,6 kilòmetres quadrats i una població de 23.407 habitants (2008). Limita al nord amb el barri de Deustuko Doneperiaga, a l'oest amb Indautxu i Ametzola al sud amb San Frantzisko i Zazpikaleak i a l'est amb Gazteleku.

## Situació
És un barri cèntric de Bilbao, en els carrers del qual es troben la majoria de tendes, centres i oficines. El centre tradicional del barri d'Abando són els Jardins d'Albia, on se situava la plaça major de l'elizate d'Abando, abans d'annexionar-se a Bilbao. Mentre que el centre del barri sempre ha tingut un ús residencial, amb els habitatges més grans i cars de la ciutat, la zona més propera a la ria ha tingut un ús exclusivament industrial.
Així, a l'entorn de la ria, la zona d'Abandoibarra, van predominar les drassanes, entre ells la més important Drassanes Euskalduna. A més, també es van situar aquí altres empreses relacionades amb la construcció naval.
Avui dia, no obstant això, tota la zona industrial ha desaparegut, donant pas a una regeneració de la zona d'Abandoibarra i Uribitarte.

## Economia
Abando és el barri bilbaí més desenvolupat econòmicament, on un total de 41.874 empreses tenen seu entre els seus carrers, suposant gairebé el 28% de les empreses amb seu a Bilbao. Destaca la Torre Banc de Biscaia, el segon edifici més alt de Bilbao.

## Transports

### Ferrocarrils

#### Renfe
L'estació d'Abando-Indalecio Prieto d'Adif agrupa els serveis de llarga distància i Rodalies de Renfe. Abando-Indalecio Prieto és l'estació terminal de tots els trens de Renfe que arriben a Bilbao.
| Línia | Recorregut                | Duració viatge |
| ----- | ------------------------- | -------------- |
| C-1   | Bilbao-Abando - Santurtzi | 22'            |
| C-2   | Bilbao-Abando - Muskiz    | 35'            |
| C-3   | Bilbao-Abando - Orduña    | 45'            |

Al barri també hi ha l'estación d'Autonomía de Renfe Rodalies Bilbao, més concretament al límit d'Abando amb els barris d'Ametzola i Basurtu.

#### Metro de Bilbao
L'estació d'Abando de Metro, situada sota la Plaça Circular, disposa de tres sortides: Gran Via/Plaça Circular (al costat de la Torre BBVA i El Corte Inglés), Berastegi (al costat dels Jardins d'Albia) i Estació Abando - Renfe (al vestíbul de l'estació Abando Indalecio Prieto).
L'estació de Moyua també es troba en aquest barri, i també compta amb tres sortides: Diputació (al costat de la Diputació Foral de Biscaia), Ercilla/Guggenheim i Elcano (ambdues en la Plaza Moyúa).

#### EuskoTran
Al barri d'Abando es troben les següents estacions d'EuskoTran:
- Abando, al costat de les estacions d'Adif d'Abando Indalecio Prieto i de Feve de Bilbao-Concordia.

- Pío Baroja, al final del passeig d'Uribitarte.

- Uribitarte, al costat del complex de les torres Isozaki Atea i la passarel·la Zubizuri.

- Guggenheim, al costat de la nova Biblioteca de la Universitat de Deusto i el Museu Guggenheim Bilbao.

#### Feve
L'estació de Bilbao-Concòrdia és l'estació terminal dels trens de rodalia, regionals i de llarg recorregut de Feve. L'estació es troba al costat de la d'Adif, i té un accés a la mateixa per la façana posterior de l'estació.
| Línia | Recorregut                                                       |  |
| ----- | ---------------------------------------------------------------- |  |
| B-1   | Bilbao-Concordia - Balmaseda                                     |  |
| R-3   | Bilbao-Concordia - Santander                                     |  |
| R-3b  | Bilbao-Concordia - Carranza                                      |  |
| R-4   | Bilbao-Concordia - La Robla (Lleó)                               |  |
| T-1   | Transcantàbric Galícia - Astúries - Cantàbria - País Basc - Lleó |  |

### Autobusos

#### Bilbobus
Parades de Plaça Circular i Plaça Moyúa; connexió amb tots els altres districtes; línies per Abando: 
| Línia | Recorregut                     | Freqüència (minuts) |
| ----- | ------------------------------ | ------------------- |
| 01    | Arangoiti - Plaza Biribila     | 15´                 |
| 03    | Plaza Biribila - Otxarkoaga    | 10´                 |
| 10    | Elorrieta - Plaza Biribila     | 15´                 |
| 13    | San Inazio - Txurdinaga        | 12´                 |
| 18    | San Inazio - Zorrotza          | 15´                 |
| 26    | Uribarri - Termibús            | 14´                 |
| 30    | Txurdínaga - Miribilla         | 15´                 |
| 40    | Santutxu - Plaza Biribila      | 12´                 |
| 50    | Buia - Plaza Biribila          | 60´                 |
| 56    | La Peña - Jesusen Bihotza      | 10´                 |
| 58    | Mintegitxueta - Atxuri         | 15´                 |
| 62    | Termibús - Arabella            | 20´                 |
| 71    | Miribilla - San Inazio         | 15´                 |
| 72    | Larraskitu - Castaños          | 12´                 |
| 75    | San Adrián - Atxuri            | 15´                 |
| 76    | Artatzu/Xalbador - Plaza Moyua | 20´                 |
| 77    | Peñascal - Larreagaburu        | 12´                 |
| 85    | Zazpi Landa - Atxuri           | 20´                 |
| A1    | Asunción - Plaza Biribila      | 60´                 |
| A2    | Solokoetxe - Plaza Biribila    | 30´                 |
| A3    | Olabeaga - Moyua               | 30´                 |
| A5    | Prim - Plaza Biribila          | 30´                 |